# لويس دومينيك بورغينيون
لويس دومينيك بورغينيون (بالفرنسية: Louis Dominique Cartouche)‏ هو مجرم فرنسي، ولد في 1 أكتوبر 1693 في باريس في فرنسا، وتوفي بنفس المكان في 27 نوفمبر 1721.